# 연평군왕사

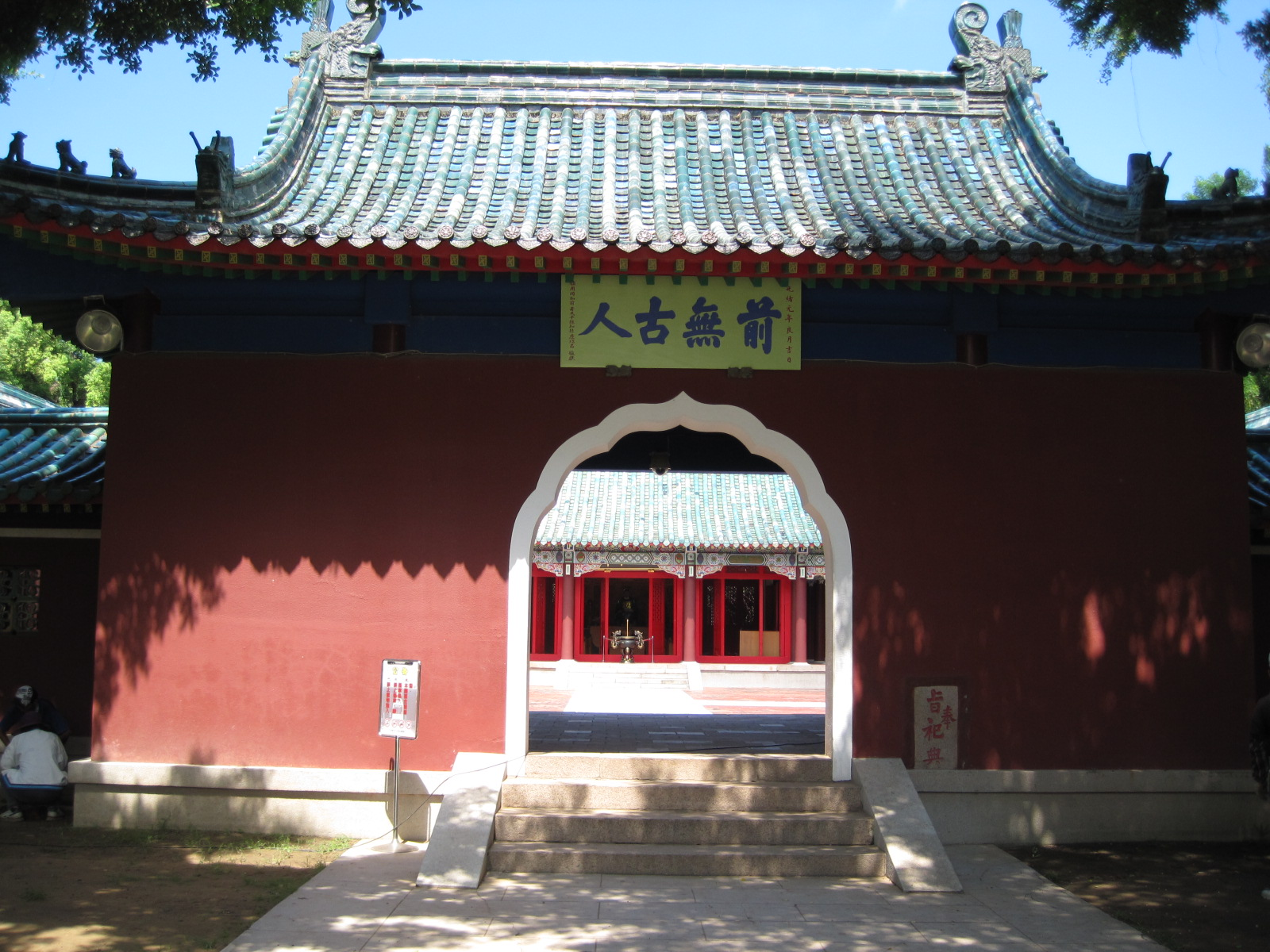
연평군왕사

연평군왕사(延平郡王祠)는 타이완 타이난시 중시 구에 위치한 사당이다. 정성공(鄭成功)을 배향한다.
청나라 통치 시대(대만청치시기)에는 민감한 문제(당시 청나라와 정성공은 서로 라이벌 관계였음)를 의식해 개산왕묘(開山王廟)라고 명명했으며 일본 제국의 통치 시대(대만일치시기)에는 가이잔 신사(開山神社)라고 개칭되었다. 중화민국 반환 이후에 비로소 연편군왕사로 명명하게 되었다.